# Liste der Baudenkmäler in Gesees
Auf dieser Seite sind die Baudenkmäler in der oberfränkischen Gemeinde Gesees zusammengestellt. Diese Tabelle ist eine Teilliste der Liste der Baudenkmäler in Bayern. Grundlage ist die Bayerische Denkmalliste, die auf Basis des Bayerischen Denkmalschutzgesetzes vom 1. Oktober 1973 erstmals erstellt wurde und seither durch das Bayerische Landesamt für Denkmalpflege geführt wird. Die folgenden Angaben ersetzen nicht die rechtsverbindliche Auskunft der Denkmalschutzbehörde.

## Ensembles

### Ensemble Kirchenburg Sankt Marien mit Umgebung

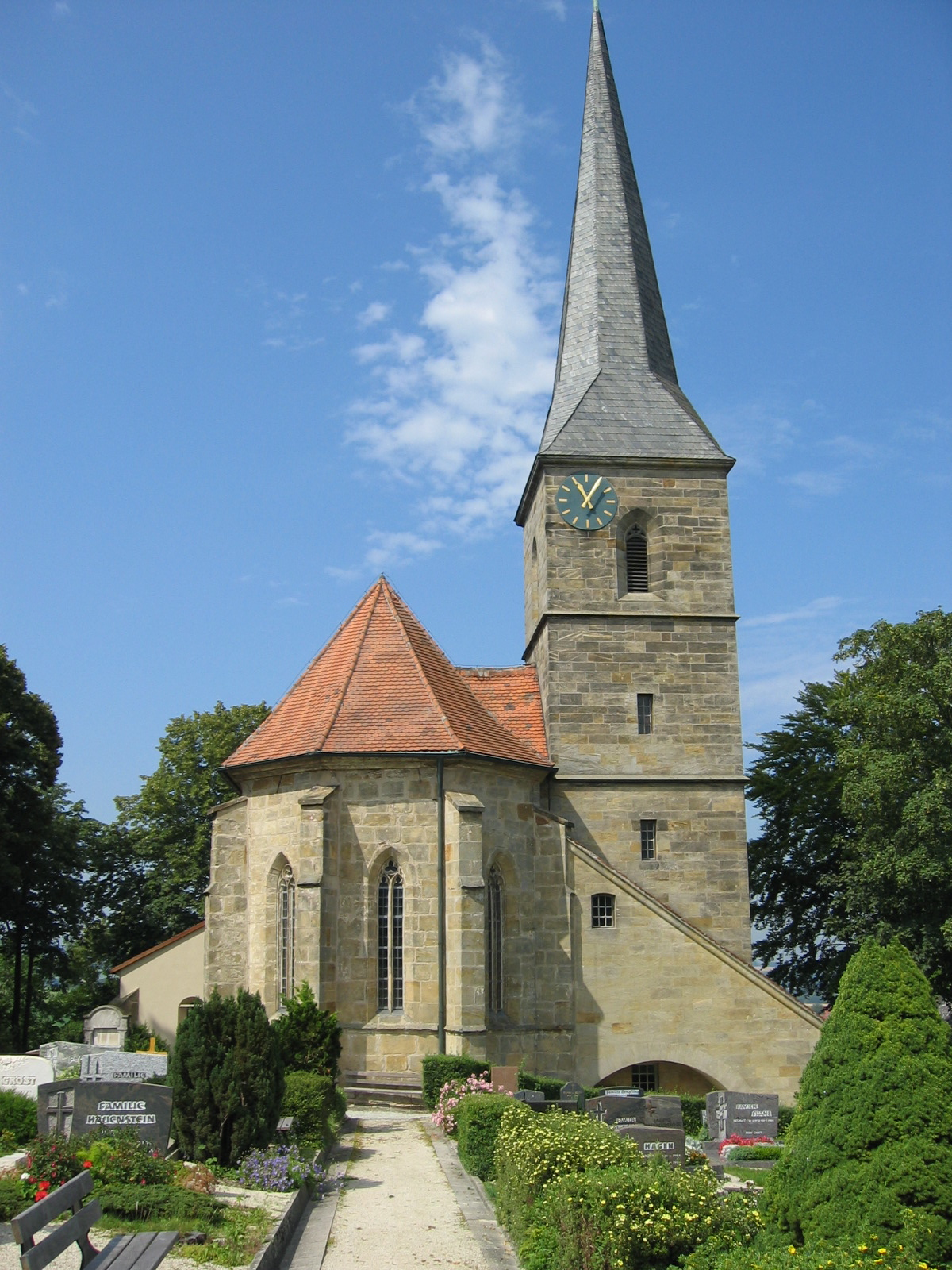
Wehrkirche Gesees

Die in Spornlage auf dem Sophienberg hoch über dem Dorf sich erhebende Kirchenburg (Lage) des 14./15. Jahrhunderts ist durch einen gepflasterten Weg mit den beiden Pfarrhäusern verbunden, von denen sich das eine im Dorf, das andere am Hang auf halber Strecke zwischen Dorf und Kirche befindet. Dadurch entsteht eine zusammenhängende bauliche Anlage, die zwischen Dorf und Kirchenburg vermittelt. Die Pfarrhäuser sind zweigeschossige Walmdachbauten des 18. Jahrhunderts. Der Weg mit einer Brücke wurde um 1700 angelegt. Innerhalb der Wehrmauer befinden sich neben der Kirche des 14. und frühen 15. Jahrhunderts das ehemalige Glockenhaus und ein Quaderbau der Mitte des 19. Jahrhunderts. Der Wehrbereich wurde nach Osten in zwei Abschnitten als Friedhof erweitert, der von einer Quadermauer eingefriedet wird. Die Kirchenburg über den baumbestandenen Hängen ist in der Landschaft weithin sichtbar. Aktennummer: E-4-72-140-1.

## Baudenkmäler nach Gemeindeteilen

### Gesees
| Lage                        | Objekt                                                                                | Beschreibung | Akten-Nr.             | Bild           |
| --------------------------- | ------------------------------------------------------------------------------------- | --- | --------------------- | -------------- |
| Hauptstraße (Standort)      | Kreuzstein                                                                            | Aus Sandstein, 15. Jahrhundert | D-4-72-140-1 Wikidata | BW             |
| Kirchweg 9 (Standort)       | Ehemaliges Glockenhaus                                                                | An die Kirchhofbefestigung angebauter zweigeschossiger Satteldach- bzw. Frackdachbau, Sandsteinquader, teils verputzt, hofseitig Fachwerk, 1459 | D-4-72-140-3 Wikidata | BW             |
| Kirchweg 10 (Standort)      | Weganlage zur Kirchenburg                                                             | Sandsteinpflaster, mit einbogiger Brücke, bezeichnet „1700“ | D-4-72-140-6 Wikidata | BW             |
| Kirchweg 11 (Standort)      | Evangelisch-lutherische Pfarrkirche, ehemalige Wallfahrtskirche St. Marien zum Gesees | Basilika mit eingezogenem Chor 14. Jahrhundert, Langhaus 1410 und Chorflankenturm 1907, Langhausstrebepfeiler 1907; mit Ausstattung Kirchhofbefestigung, Anlage des 14./15. Jahrhunderts, erneuert im 16. Jahrhundert Kriegerdenkmal, hohe Sandsteinsäule, flankiert von seitlichen Sandstein-Tafeln mit Kugelbekrönung, nach 1918 und 1945 Kreuzstein, Sandstein, an der westlichen Außenmauer der Kirche, 15. Jahrhundert | D-4-72-140-4 Wikidata | weitere Bilder |
| Kirchweg 12 (Standort)      | Oberes Pfarrhaus                                                                      | Zweigeschossiger Walmdachbau, Sandsteinquader, bezeichnet „1731“ | D-4-72-140-5 Wikidata | BW             |
| Untere Flur (Standort)      | Kreuzstein                                                                            | Sandstein, an der Südseite mit gotischem Kreuzrelief, 15. Jahrhundert | D-4-72-140-7 Wikidata | BW             |
| Weinbergstraße 3 (Standort) | Unteres Pfarrhaus                                                                     | Zweigeschossiger Walmdachbau aus Sandsteinquadern, das Erdgeschoss verputzt, bezeichnet „1778“; Einfriedung aus Sandsteinpfeilern, 18. Jahrhundert | D-4-72-140-2 Wikidata | BW             |

### Forkendorf
| Lage                           | Objekt        | Beschreibung | Akten-Nr.     | Bild |
| ------------------------------ | ------------- | --- | ------------- | ---- |
| Bayreuther Straße 8 (Standort) | Wohnstallhaus | zweigeschossiger Sandsteinquaderbau mit Halbwalmdach und betonten Rahmen, Erdgeschoss frühes 19. Jahrhundert, Aufstockung in Fachwerk 1838, Obergeschoss später teilweise versteinert | D-4-72-140-11 | BW   |

### Spänfleck
| Lage                                                            | Objekt     | Beschreibung                 | Akten-Nr.             | Bild |
| --------------------------------------------------------------- | ---------- | ---------------------------- | --------------------- | --- |
| Unterer Schlegel (an der Straße nach Muthmannsreuth) (Standort) | Grenzsäule | Sandstein, bezeichnet „1788“ | D-4-72-140-8 Wikidata | [[Vorlage:Bilderwunsch/code!/C:49.87257,11.52485!/D:Unterer Schlegel (an der Straße nach Muthmannsreuth), Grenzsäule!/\|BW]] |